# قائمة معاقل الحشاشين
قائمة معاقل الحشاشين ("دار الهجرة") في بلاد فارس وبلاد الشام.

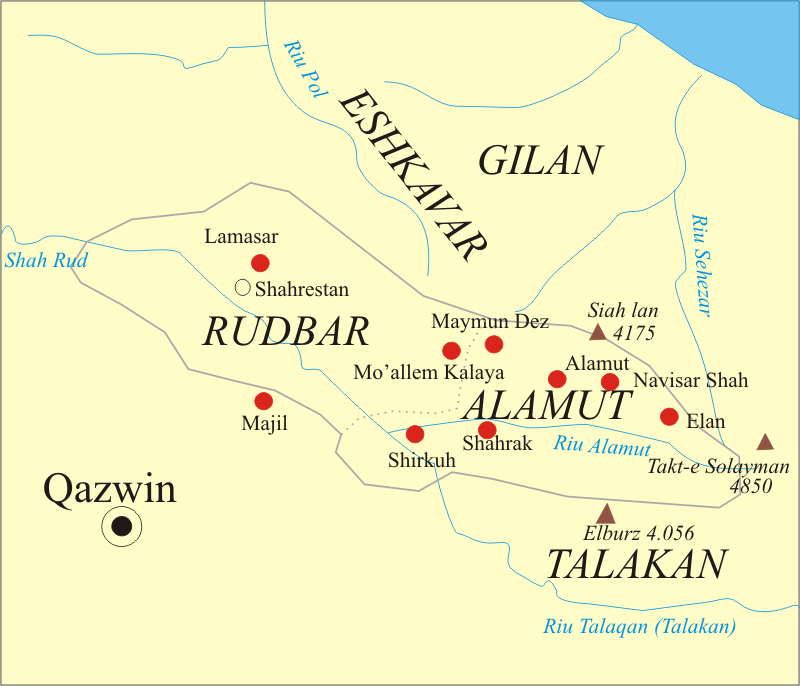
موقع العديد من القلاع الإسماعيلية في منطقتي ألموت ورودبار.

كان للإسماعيلية النزارية شبه دولة مترامية الأطراف تشتمل على نحو 200 قلعة ما بين بلاد فارس (إيران) وسورية من آواخر القرن الخامس الهجري إلى منتصف القرن السابع الهجري، حين أتى المغول واستولوا أو دمروا أكثر القلاع، ومنها حاضرة النزارية في ألموت، التي سقطت سنة 654 هـ في يد هولاكو وأعدم إمامهم ركن الدين خورشاه بن علاء الدين.

## بلاد فارس
| الاسم              | الموقع         | احداثيات                 | صورة | احداثيات                                               | تعليقات                                                               |
| ------------------ | -------------- | ------------------------ | ---- | ------------------------------------------------------ | --------------------------------------------------------------------- |
| قلعة الموت         | الموت          | أطلال، أعيد بنائها جزئيا |      | 36°26′40.63″N 50°35′9.58″E / 36.4446194°N 50.5859944°E | آخر معاقل الإسماعيلية                                                 |
| قلعة أتشغاه        | كاشمر          |                          |      | 35°18′59″N 58°23′10″E / 35.31639°N 58.38611°E          |                                                                       |
| قلعة دختر (كوهسرخ) | مقاطعة كوهسرخ  |                          |      |                                                        |                                                                       |
| قلعة لمسر          | مقاطعة رودبار  | خرابة                    |      |                                                        | استولى عليها كيا بزرك اميد آواخر القرن الخامس الهجري.                 |
| قلعة رودخان        | ديلمان         | سليمة في المجمل          |      | 37°03′52″N 49°14′21″E / 37.064357°N 49.239276°E        |                                                                       |
| ميمون دز           | الموت          |                          |      | لا يعرف بشكل مؤكد. قيل شرق قلعة ألموت                  | دمرها المغول سنة 654 هـ.                                              |
| قلعة سمیران        | مقاطعة رودبار  |                          |      |                                                        |                                                                       |
| قلعة نویسر شاه     | الموت          |                          |      |                                                        |                                                                       |
| كردكوه             | قرب دامغان     |                          |      | 36°09′43″N 54°09′25″E / 36.16194°N 54.15694°E          | آخر القلاع الإسماعيلية التي استسلمت للمغول                            |
| قلعة سارو          | قرب سمنان      | سليمة في المجمل          |      |                                                        |                                                                       |
| فلعه مؤمن‌ آباد     | مقاطعة درميان  |                          |      |                                                        |                                                                       |
| قلعة قائن          | قرب قائن       |                          |      |                                                        |                                                                       |
| قلعة فورك          | مقاطعة درميان  | سليمة في المجمل          |      |                                                        |                                                                       |
| كوه قلعة           | قرب قردوس      |                          |      |                                                        | أكبر القلاع في جنوب خراسان حسب ما جاء في تاريخ جهانكشاى. دمرها المغول |
| قلعة خالنجان       | مقاطعة نهبندان |                          |      |                                                        |                                                                       |
| قلعة ارجان         | قرب بهبهان     |                          |      |                                                        |                                                                       |
| قلعة انجدان        | محافظة مركزي   |                          |      |                                                        |                                                                       |
| سعادت کوه          |                |                          |      |                                                        |                                                                       |
| مبارك كوه          |                |                          |      |                                                        |                                                                       |
| قلعة فيروز كوه     | محافظة طهران   | خرابة                    |      |                                                        |                                                                       |

## سوريا
| الاسم         | الموقع          | احداثيات          | صورة | احداثيات                                               | تعليقات                                       |
| ------------- | --------------- | ----------------- | ---- | ------------------------------------------------------ | --------------------------------------------- |
| قلعة مصياف    | محافظة حماة     | أعيد بنائها جزئيا |      | 35°03′58″N 36°20′36″E / 35.06611°N 36.34333°E          | أشهر وأهم القلاع الإسماعيلية السورية.         |
| قلعة أبو قبيس | محافظة حماة     | شبه خرابة         |      | 35°14′5.92″N 36°19′50.83″E / 35.2349778°N 36.3307861°E | ابتيعت من افتخار الدولة، الحاكم الفاطمي للقدس |
| قلعة المضيق   | محافظة حماة     |                   |      | 35°25′12″N 36°23′33″E / 35.42000°N 36.39250°E          |                                               |
| قلعة العليقة  | محافظة طرطوس    |                   |      |                                                        |                                               |
| قلعة القدموس  | محافظة طرطوس    | خرابة             |      | 35°06′05″N 36°09′40″E / 35.10139°N 36.16111°E          |                                               |
| قلعة الكهف    | محافظة طرطوس    | شبه خرابة         |      | 35°02′27″N 36°04′58″E / 35.04083°N 36.08278°E          | توفي فيها راشد الدين سنان سنة 589 هـ.         |
| قلعة الخريبة  | محافظة طرطوس    |                   |      | 35°6′16″N 35°58′29″E / 35.10444°N 35.97472°E           |                                               |
| قلعة الخوابي  | محافظة طرطوس    |                   |      | 34°58′22″N 36°00′06″E / 34.97278°N 36.00167°E          | انتزعها بيبرس سنة 670 هـ                      |
| قلعة الرصافة  | محافظة حماة     | شبه خرابة         |      | 35°2′15″N 36°18′00″E / 35.03750°N 36.30000°E           | انتزعها بيبرس سنة ؟ هـ                        |
| قلعة القليعة  | محافظة اللاذقية |                   |      |                                                        |                                               |
| قلعة المنيقة  | محافظة اللاذقية |                   |      |                                                        |                                               |
| قلعة سرمين    | محافظة إدلب     |                   |      |                                                        |                                               |
| قلعة شيزر     | محافظة حماة     | خرابة             |      |                                                        |                                               |